# منطقه پشت‌کمانی

یک پشت‌کمان بر روی یک منطقه فرورانش

منطقه پشت‌کمانی (انگلیسی: Back-arc region) به محدوده پشت یک کمان آتشفشانی گفته می‌شود. در کمان‌های آتشفشانی جزیره‌ای، منطقه پشت‌کمانی شامل حوضه‌های پشت‌کمانی پوسته اقیانوسی به‌همراه ژرفای مغاکی است که ممکن است با کمان‌های باقیمانده، مانند کمان‌های جزیره‌ای از هم جدا شوند. منطقه پشت‌کمانی در کمان‌های قاره‌ای بخشی از سکوی قاره‌ای یا خشکی (زیرهوایی) است یا حوضه‌های دریایی کم‌عمق را تشکیل می‌دهد.